# Wellendingen
Wellendingen är en kommun och ort i Landkreis Rottweil i regionen Schwarzwald-Baar-Heuberg i Regierungsbezirk Freiburg i förbundslandet Baden-Württemberg i Tyskland.
Kommunen ingår i kommunalförbundet Rottweil tillsammans med staden Rottweil och kommunerna Deißlingen, Dietingen och Zimmern ob Rottweil.